# Semyon Petrovich Uritsky
Semyon Petrovich Uritsky (tiếng Nga: Семён Петро́вич Ури́цкий; 2 tháng 3 năm 1895 - 1 tháng 8 năm 1938) là một tướng lĩnh quân đội Liên Xô. Ông từng phục vụ trong quân đội Đế quốc Nga từ năm 1915 đến năm 1917 và tham gia Thế chiến thứ nhất. Sau đó, ông gia nhập Hồng Quân Liên Xô vào năm 1938, làm đến tư lệnh quân đoàn bộ binh số 13 từ tháng 8 năm 1932 đến tháng 1 năm 1934, sau đó là người đứng đầu ngành tình báo quân đội Liên Xô từ tháng 4 năm 1935 đến tháng 7 năm 1937. Ông là nạn nhân của Đại Thanh trừng, bị bắt ngày 1 tháng 11 năm 1937 và bị xử tử ở Kommunarka. Năm 1958, ông được phục hồi danh dự.
Semyon Petrovich là cháu trai của Moses Uritsky.
Năm 1912, ông gia nhập Đảng Lao động Dân chủ Nga và trở thành một đảng viên Bolshevik. Năm 1915, ông bị bắt đi lính trong quân đội Nga hoàng và tham gia Chiến tranh thế giới thứ nhất với tư cách là một sĩ quan cận vệ..
Năm 1917, ông tham gia sáng lập Hồng quân ở Odessa. Trong cuộc Nội chiến Nga, ông là tư lệnh và chính ủy các đơn vị kỵ binh của Quân đoàn 3, tham mưu trưởng sư đoàn súng trường 58, tư lệnh một lữ đoàn đặc biệt của Quân đoàn 2 kỵ binh.
Năm 1920, ông là trưởng phòng thuộc Cục Tình báo Sở chỉ huy Chiến trường của Tổng cục Tình báo Quốc phòng. Ông tham gia trấn áp cuộc nổi dậy Kronstadt. Từ tháng 6 năm 1921 - ông là người đứng đầu khu vực Odessa và tốt nghiệp Trường Võ bị Hồng quân..
Năm 1922-1924, ông hoạt động tình báo bất hợp pháp tại Đức, Pháp và Tiệp Khắc. Phụ tá của ông ở Pháp là Elena Ferrari (đội trưởng Hồng quân O. F. Golubovskaya), một nhà hoạt động văn học Nga. Kể từ năm 1924, ông là trợ lý giám đốc, chính ủy của Trường Bộ binh Quốc tế Moskva, nơi đào tạo nhân viên cho tình báo quân đội Liên Xô. Từ tháng 1 năm 1925, ông làm giám đốc và chính ủy của Trường Bộ binh số 13 Odessa. Từ tháng 11 năm 1925, làm giám đốc và chính ủy của Trường Bộ binh Moskva mang tên M. Yu Ashenbrenner.
Từ tháng 4 năm ơ9[,ơ ông là tư lệnh và chính ủy sư đoàn 20 súng trường.
Từ tháng 1-1929 đến tháng 4-1930, làm Phó Tham mưu trưởng Quân khu Bắc Kavkaz.
Năm 1929, ông tốt nghiệp các khóa đào tạo Nâng cao dành cho Tham mưu Chỉ huy Cao cấp tại Học viện Quân sự Frunze (KUVNAS). Trong tháng 12 năm 1929 - tháng 4 năm 1930, ông chỉ đạo các hoạt động của một nhóm quân đội để đàn áp các cuộc nổi dậy chống Liên Xô ở Chechnya và Ingushetia. Tháng 5 đến tháng 11 năm 1930, ông là tư lệnh Quân đoàn súng trường 8, rồi từ tháng 11 năm 1930 đến tháng 6 năm 1931 chuyển sang Quân đoàn súng trường 6.
Từ tháng 6 năm 1931, ông là Tham mưu trưởng Quân khu Leningrad. Năm 1932, ông đứng đầu một phái đoàn quân sự được cử đến Đức. Kể từ tháng 8 năm 1932, ông là tư lệnh và quân ủy của Quân đoàn súng trường 13. Từ tháng 1 năm 1934, làm Phó Trưởng phòng Cơ giới Hồng quân (từ tháng 11 năm 1934 đổi tên thành Cục Tăng thiết giáp).
Tháng 4 năm 1935, ông đứng đầu Cục tình báo của Hồng quân, cấp bậc Quân đoàn trưởng (Komkor).
Vào tháng 6 năm 1937, ông được bổ nhiệm làm Phó Tư lệnh Quân khu Moskva.
Ngày 1 tháng 11 năm 1937, ông bị bắt với tội danh tham gia vào một âm mưu quân sự chống Liên Xô và hoạt động gián điệp. Vào ngày 1 tháng 8 năm 1938, Tòa án Quân sự Tối cao của Liên Xô kết án tử hình Uritsky.
Năm 1956, ông được phục hồi danh dự.
Ông hai lần được tặng Huân chương Cờ Đỏ (1920, 1921).